# Кастело (Сондрио)
Кастело (итал. Castello) је насеље у Италији у округу Сондрио, региону Ломбардија.
Према процени из 2011. у насељу је живело 7 становника. Насеље се налази на надморској висини од 1317 м.